# Dirka po Franciji 1969
| Mesto | Ime                 | Država      | Čas          |
| ----- | ------------------- | ----------- | ------------ |
| 1     | Eddy Merckx         | Belgija     | 116h 16' 02" |
| 2     | Roger Pingeon       | Francija    | 17' 54"      |
| 3     | Raymond Poulidor    | Francija    | 22' 13"      |
| 4     | Felice Gimondi      | Italija     | 29' 24"      |
| 5     | Andres Gandarias    | Španija     | 33' 04"      |
| 6     | Marinus Wagtmans    | Nizozemska  | 33' 57"      |
| 7     | Pierfranco Vianelli | Italija     | 42' 40"      |
| 8     | Joaquim Agostinho   | Portugalska | 51' 24"      |
| 9     | Désiré Letort       | Francija    | 51' 41"      |
| 10    | Jan Janssen         | Nizozemska  | 52' 56"      |

Dirka po Franciji 1969 je bila 56. dirka po Franciji, ki je potekala leta 1969.

## Pregled
| Kategorije                          | Podatki         |
| ----------------------------------- | --------------- |
| Začetek-konec                       | Roubaix - Pariz |
| Dolžina (km)                        | 4.117           |
| Število etap                        | 22              |
| Povprečna hitrost zmagovalca (km/h) | 35,409          |
| Kolesarjev                          | 130             |
| Tekmo končalo                       | 86              |